# Ferredoxine
Ferredoxine (Fd) sind eisen- und schwefelhaltige Proteine, die als Elektronenüberträger in metabolischen Reaktionen mitwirken und in Eukaryoten und anaeroben Bakterien vorkommen. Das menschliche Ferredoxin wird Adrenodoxin genannt. Ein anderes Redox-Protein, das 1962 aus Chloroplasten im Spinat von Tagawa und Arnon isoliert wurde, wird „Chloroplasten-Ferredoxin“ genannt. Dieses Protein spielt sowohl in der zyklischen als auch nichtzyklischen Photophosphorylierung bei der Photosynthese eine Rolle. In der nichtzyklischen Photophosphorylierung ist Ferredoxin der letzte Elektronenakzeptor und reduziert das Coenzym NADP+ zu NADPH/H+. Es nimmt Elektronen von dem durch Sonnenlicht angeregten Chlorophyll auf und überträgt diese dem Enzym Ferredoxin-NADP(+)-Reduktase.
Ferredoxine sind kleine Proteine, die Eisen- und Schwefelatome enthalten, die in einem Eisen-Schwefel-Cluster angeordnet sind. Ferredoxine wirken als „biologische Kondensatoren“, indem das Eisenatom seine Oxidationsstufe (+2 oder +3) ändern kann. Somit wirken sie in biologischen Redoxreaktionen als Elektronenüberträger.

## Fe2S2Ferredoxine

### Pflanzliche Ferredoxine

Darstellung des Fe_{2}S_{2} Ferredoxins

Die ursprünglich in Chloroplasten gefundene Sorte von Ferredoxine werden „Chloroplasten-Ferredoxine“ genannt. Das aktive Zentrum ist hier ein [Fe2S2] Cluster, in dem die Eisenatome durch anorganische Schwefelatome und durch Schwefelreste des Cysteins tetraedrisch angeordnet sind. In Chloroplasten wirken die Fe2S2 Ferredoxine als Elektronenüberträger in der Elektronentransportkette des Photosystems I und als Elektronendonatoren für verschiedene Proteine, wie Glutamatsynthase, Nitratreduktase und Schwefelreduktase. In bakteriellen Dioxygenasesystemen dienen sie als Elektronenüberträger zwischen Flavoproteinreduktase und Oxygenase.

### Adrenodoxin-Ferredoxine
Adrenodoxin, Putidaredoxin und Terpredoxin sind lösliche Fe2S2-Ferredoxine, die als Elektronenüberträger dienen. Im mitochondrialen Monooxygenasesystemen überträgt Adrenodoxin ein Elektron von der NADPH-Adrenodoxin-Reduktase an die membrangebundene Cytochrom P450 Cholesterin-Monooxygenase (CYP11A1) oder Steroid-11β-Hydroxylasen (CYP11B1 bzw. CYP11B2). Dabei wirkt das System seitenkettenabspaltend und ist in den Mitochondrien der Nebennierenrinde zu finden, wo es bei der Katalyse von Steroidhormonen mitwirkt. In Bakterien dienen Putidaredoxin und Terpedoxin als Elektronenüberträger zwischen den NADH-abhängigen Ferredoxinreduktasen und löslichen P450-Cytochromen. Weitere Funktionen anderer Ferredoxine dieser Art sind bisher noch nicht geklärt. Obwohl es zwischen der Aminosäurensequenz von pflanzlichem Ferredoxin und Adrenodoxin keine großen Übereinstimmungen gibt, weisen sie dennoch eine ähnliche Faltung auf.

### Thioredoxin-Ferredoxine
Fe2S2-Ferredoxin aus Clostridium pasteurianum (Cp2FeFd) wird aufgrund seiner andersartigen Aminosäuresequenz, spektroskopischen Eigenschaften seines Eisen-Schwefel-Clusters sowie seiner einzigartigen Fähigkeit, Cystein durch andere Liganden am [Fe2S2]-Cluster ersetzen zu können als eigene Proteinfamilie anerkannt. Obwohl die physiologische Rolle dieses Ferredoxins bisher unklar ist, konnte eine spezifische Wechselwirkung zwischen Cp2FeFd und des Molybdän-Eisen-Clusters der Nitrogenase festgestellt werden. Homologe Ferredoxine von Azotobacter vinelandii (Av2FeFdI) und Aquifex aeolicus (AaFd) wurden ebenfalls beschrieben. Die Kristallstruktur von AaFd wurde aufgeklärt, AaFd liegt als Dimer vor. Die Struktur des AaFd-Monomers unterscheidet sich von anderen Fe2S2-Ferredoxinen. Die Faltung der Sekundärstruktur umfasst α- und β-Faltungen, wobei die ersten vier β-Faltblätter und zwei α-Helices eine Variante der Thioredoxinfaltung annehmen.

## Fe4S4und Fe3S4Ferredoxine
Fe4S4 Ferredoxine werden weiter unterteilt in „low-potential“ Ferredoxine (LPF) (bei Bakterien) und „high-potential“ (HiPIP) Ferredoxine. Beide Kategorien sind sich im Schema der Redoxreaktionen ähnlich:
Bei LPF können die Oxidationszahlen des Eisens [2Fe3+, 2Fe2+] oder [1Fe3+, 3Fe2+] sein, bei HiPIP [3Fe3+, 1Fe2+] oder [2Fe3+, 2Fe2+].

### Bakterielle Ferredoxine
Eine Art von Fe4S4-Ferredoxinen, die ursprünglich bei Bakterien gefunden wurde, wird „Bakterielle Art“ genannt. Bakterielle Ferredoxine können wiederum in weitere Untergruppen gegliedert werden, je nach vorliegender Aminosäurensequenz. Die meisten enthalten mindestens eine konservierte Domäne, die vier Cysteinreste enthält, die an das [Fe4S4]-Cluster binden. Bei dem Ferredoxin von Pyrococcus furiosus ist ein konservierter Cysteinrest durch Asparaginsäure ersetzt.
Während der Evolution der bakteriellen Ferredoxine kam es durch Genduplikationen und Genaustausch zum Auftreten von Proteinen mit mehreren Eisen-Schwefel-Zentren. In einigen bakteriellen Ferredoxinen hat eine der verdoppelten Domänen eine oder mehrere konservierte Cysteinreste verloren. Diese Domänen haben dann entweder ihre Eisen-Schwefel-bindende Eigenschaft verloren oder binden an einen [Fe3S4]-Cluster, anstatt an einen [Fe4S4]-Cluster. Mittlerweile sind die 3D-Strukturen für einige bakterielle Mono- und Dicluster-Ferredoxine bekannt. Die Struktur besteht sowohl aus α-Helices als auch aus β-Faltblättern, wobei zwei bis sieben α-Helices und vier β-Faltblätter eine fassähnliche Struktur ausbilden, sowie einem Loop, der drei Cystein-Liganden des Eisen-Schwefel-Clusters enthält.

### High-potential Eisen-Schwefel-Proteine
High-potential Eisen-Schwefel-Proteine (HiPIPs) stellen eine eigene Familie der Fe4S4-Ferredoxine dar, die in anaeroben Elektronentransportketten agieren. Einige HiPIPs verfügen über höhere Redoxpotentiale als alle anderen üblichen Eisen-Schwefel-Proteine (so hat das HiPIP von Rhodopila globiformis ein Redoxpotential von etwa −450 mV). Die Struktur einiger HiPIPs wurden inzwischen aufgeklärt, ihre Faltungen sind auf α und β Faltungen zurückzuführen. Wie auch in anderen bakteriellen Ferredoxinen, hat auch hier der [Fe4S4]-Cluster eine cubanähnliche Struktur und ist durch vier Cysteinreste mit dem Protein verbunden.